# Dopływ z Doliny Jadwigi
Dopływ z Doliny Jadwigi – ciek, prawobrzeżny dopływ Łupawy w województwie pomorskim, przepływający przez obszar powiatów bytowskiego i kartuskiego, w granicach gmin Sierakowice i Czarna Dąbrówka. Biegnie przez mezoregion Pojezierze Kaszubskie, będący częścią makroregionu Pojezierze Wschodniopomorskie. Jest to ciek 2 rzędu.
Ma długość ok. 15,7 km. Początek bierze na północ miejscowości Kamionka Gowidlińska, w gminie Sierakowice, na wysokości 191,8 m n.p.m. Uchodzi do Łupawy w odległości ok. 1 km na południowy wschód od Kozina, w gminie Czarna Dąbrówka, na wysokości ok. 107 m n.p.m.
Zlewnia zajmuje powierzchnię ok. 43 km². Typ zlewni regularny. Identyfikator hydrograficzny zlewni: 47416. Na jej obszarze znajdują się zbiorniki wodne, m.in.: Trzemeszno, Bochowo i Rokitno.
Właściwy w sprawach gospodarowania wodami jest Regionalny Zarząd Gospodarki Wodnej w Gdańsku.
Także: Rokicianka, Rokitnica, Paszka.